# Derenmoor
Das Derenmoor ist ein Naturschutzgebiet in der niedersächsischen Gemeinde Bokensdorf in der Samtgemeinde Boldecker Land im Landkreis Gifhorn.
Das Naturschutzgebiet mit dem Kennzeichen NSG BR 032 ist 81,6 Hektar groß. Nach Westen und Norden grenzt es an das Landschaftsschutzgebiet „Ostheide“. Das Gebiet steht seit dem 16. Juni 1981 unter Naturschutz. Zuständige untere Naturschutzbehörde ist der Landkreis Gifhorn.
Das Naturschutzgebiet liegt nordöstlich von Gifhorn auf einer dem Hauptmoränenzug der Lüneburger Heide vorgelagerten Sanderfläche. Das relativ schmale und langgezogene Naturschutzgebiet umfasst den trockenen Geesthang im Osten und feuchte bis nasse Niedermoorflächen im Talraum des Beverbachs, einem Nebengewässer der Aller, der das Naturschutzgebiet nach Westen begrenzt.

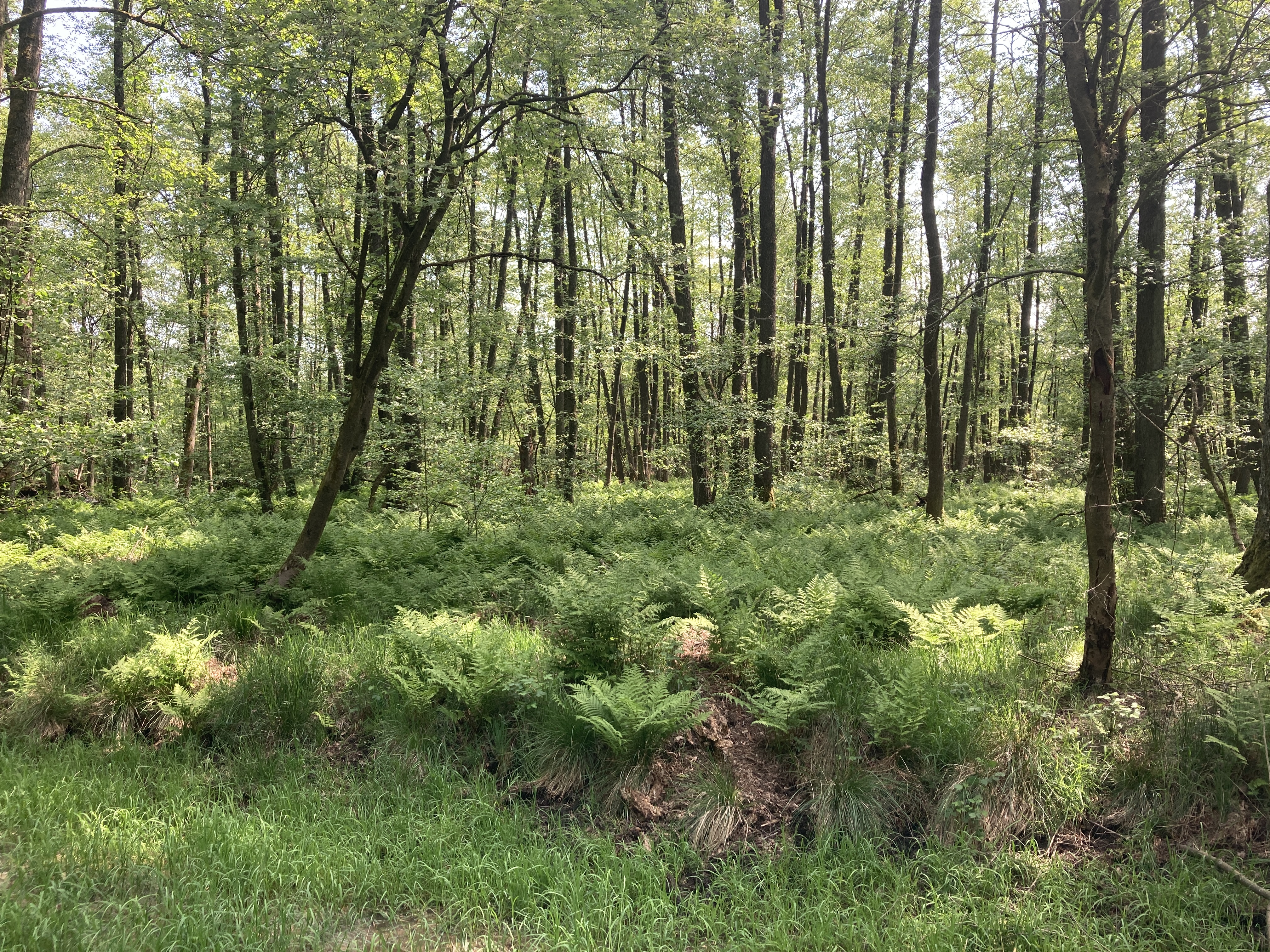
Erlenbruchwald im Derenmoor am Beverbach

Der Geesthang ist von Kiefern- und Birkenwald mit eingestreuten Grünlandflächen geprägt. Die Niedermoorflächen im Talraum sind von Torfmoos-Schwingrasen, Röhrichten und Seggenrieden geprägt. Daneben sind Kiefern-Birken-Moorwälder und Erlenbruchwälder zu finden. Die aufgelassenen Torfstiche in den Moorflächen bilden kleinflächige Wasserflächen, die langsam verlanden. Auf den alten Torfdämmen wächst Pfeifengrasrasen.
Das Naturschutzgebiet ist größtenteils von bewaldeten Flächen umgeben. Kleinflächig grenzt es an landwirtschaftliche Nutzflächen.